# Jakob Philipp Hackert

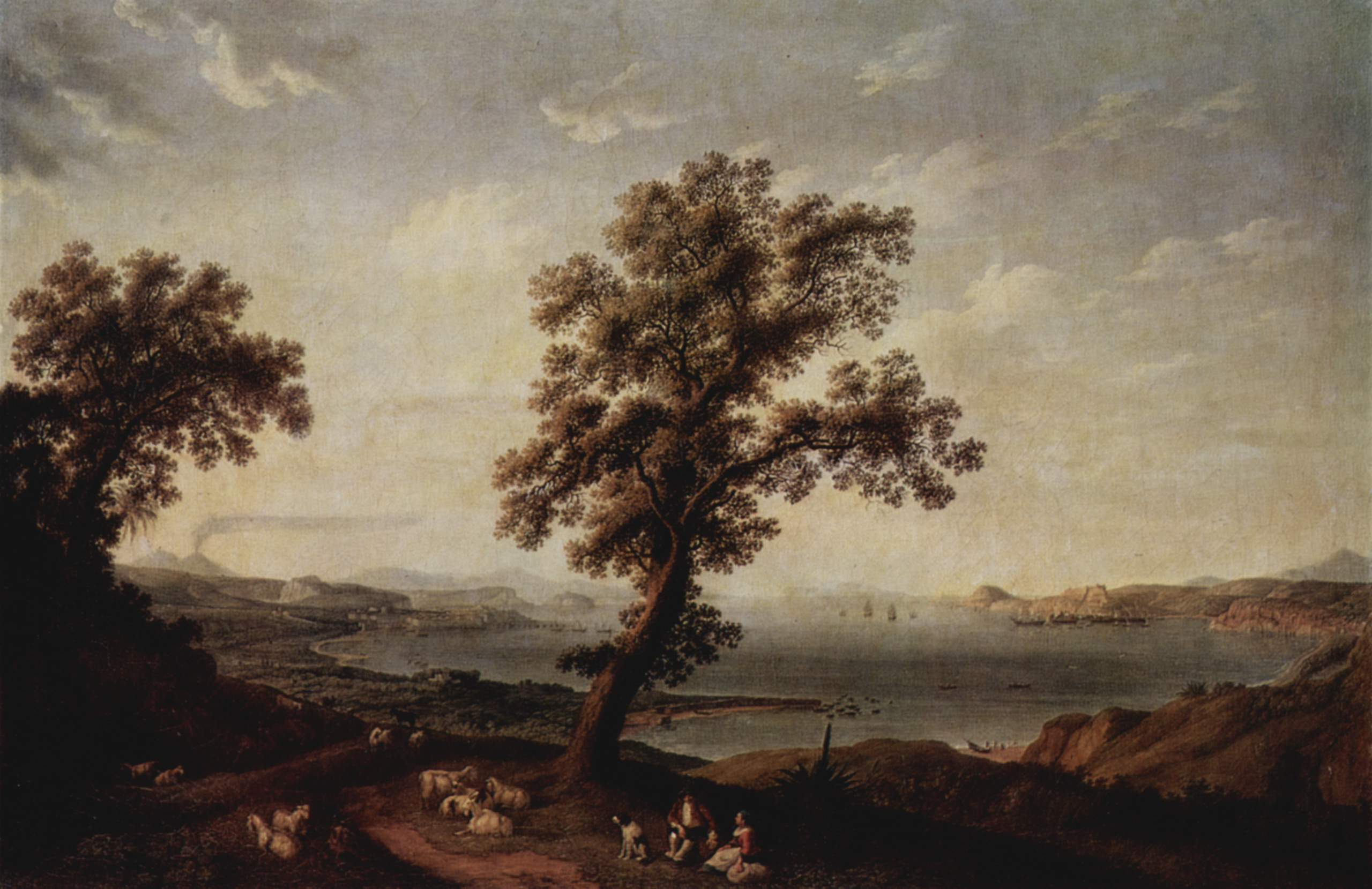
A Baja öböl látképe

Tivoli nagy vízesései

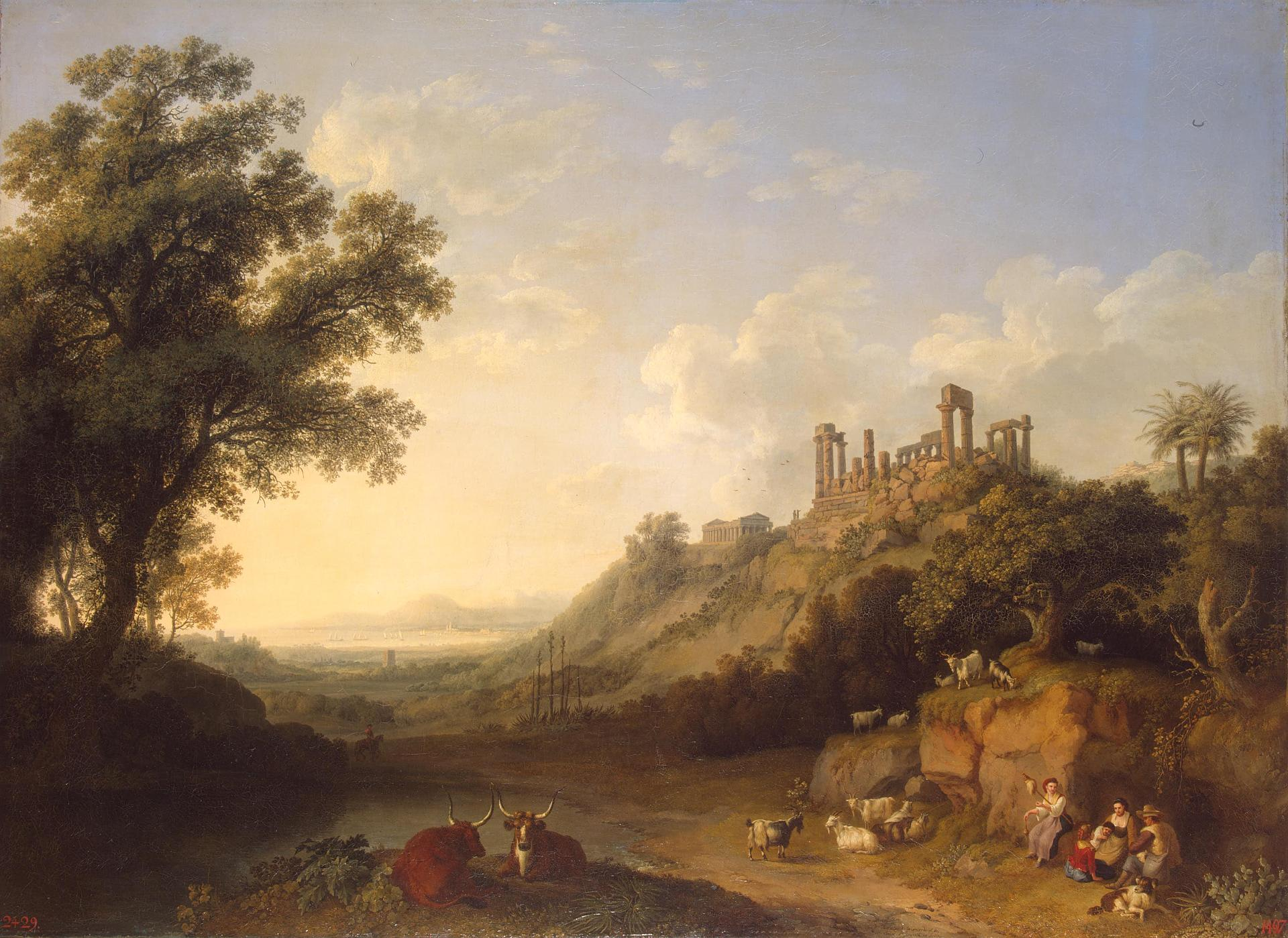
Tájkép templomrommal Szicíliában

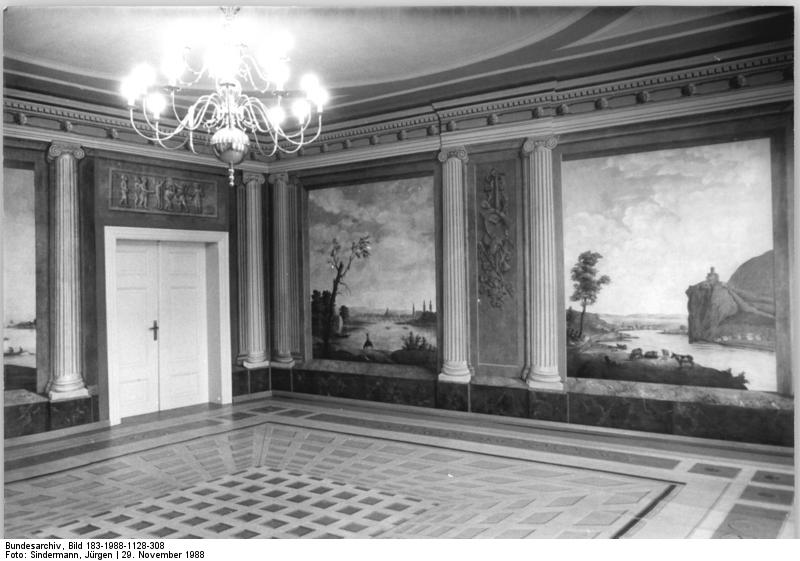
Tapétaterem az Ossenreyerstraße 1 alatt Stralsundban

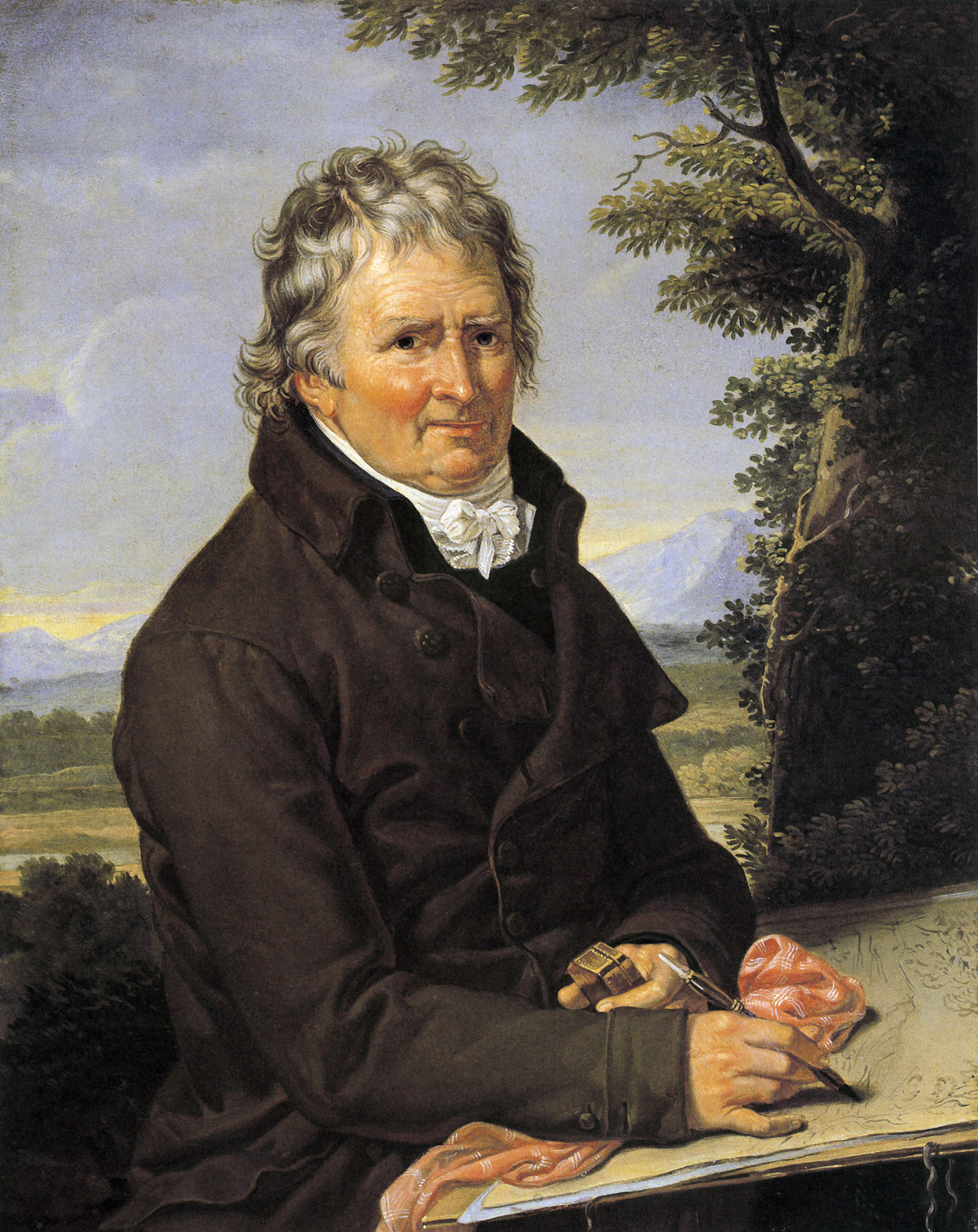
Wilhelm Titel 1806-ban Hackertnál. A portréhoz felhasználta a Firenzében élő Franllçois-Xavier-Pascal Fabre egyik vázlatát

Jakob Philipp Hackert (ifj. Philipp Hackert) (Prenzlau, 1737. szeptember 15. – Careggi, 1807. április 28.) a német
klasszicizmushoz sorolható tájképfestő.

## Élete
Jakob Philipp Hackert művészi pályája apja, Philipp Hackert († 1786) és nagybátyja, egy berlini dekorációfestő műhelyében való tanulással kezdődött. 1758-ban kezdte látogatni a berlini művészeti akadémiát (Akademie der bildenden Künste Berlin), és 1761-ben figyeltek fel két nagyon élethű képére. Adolf Friedrich von Olthof báró meghívta Rügenre, Stockholmba és Stralsundba, ahol a városházán (ma Ossenreyerstraße 1) és a vidéki birtokán, Boldevitzen falfestményeket készített.
1765-től 1768-ig Hackert Balthasar Anton Dunkerrel Párizsban töltötte idejét. Claude Joseph Vernet (1714–1789) tájképei és tengeri képei voltak nagy hatással rá, és az őt Párizsban támogató Johann Georg Wille (1715–1808) rézkarcai.
Normandia és Pikárdia területén sokat utazott, majd 1768-ban fivérével Itáliába ment, ahol Rómában és Nápolyban kapcsolatba kerültek Johann Friedrich Reiffenstein és William Hamilton mecénásokkal. Hackert beutazta egész Itáliát és hamarosan jelentős tájfestő hírébe került. Európa nemeseitől számos megbízást kapott, és 1786-ban I. Ferdinánd nápolyi király udvari festője lett. Ugyanebben az évben találkozott ott Goethével, aki a festőt nagyrabecsülte és nála rajzolni tanult.
A nápolyi lazzari-felkelés miatt Livorno és Pisa útvonalon Firenzébe menekült, ahol 1803-ban letelepedett. A szomszédos „San Pietro di Careggióban” (Careggi) kis birtokot vásárolt, ahol ateliét rendezett be.
Hackert halálát követően Goethe megírta rövid életrajzát (1811).

## Jelentősége
Hackert a maga korának rendkívül jelentős művésze volt. Ehhez az is hozzájárult, hogy Georg fivére az egyes festményeket rézkarcokban is megörökítette. Hackert a kora-klasszicizmus legtekintélyesebb tájfestője volt. Szemben itáliai kortársaival, mint például Francesco Piranesivel, akik heroikus tájakat komponáltak, Hackert műveit topográfiai pontosság és részlethűség jellemzi.

## Műveinek jegyzékei
- Norbert Miller; Claudia Nordhoff: Lehrreiche Nähe Goethe und Hackert. Bestandsverzeichnis der Gemälde und Graphik Jakob Philipp Hackerts in den Sammlungen des Goethe- Nationalmuseums Weimar. Briefwechsel zwischen Goethe und Hackert. Kunsttheoretische Aufzeichnungen aus Hackerts Nachlass, München, 1997
- Claudia Nordhoff; Hans Reimer: Jakob Philipp Hackert (1737-1807). Verzeichnis seiner Werke, Berlin, 1994

## Művei (kivonat)
- Tapétaterem  (Stralsund, Ossenreyerstraße 1)
- A török flotta megsemmisülése a cseszmei csatában (Szentpétervár, Ermitage), 1771, olajfestmény vásznon, 162 x 220 cm
- Arkásia, tájkép folyóval, (Goethe-Museum), Frankfurt am Main, 1775, olajfestmény vásznon
- Kilátás a Szent Péter-bazilikára Rómában (Frankfurt am Main, Städel), 1777, olajfestmény vásznon, 72 × 90 cm
- Itáliai táj (Boldevitz, Rügen szigetén), 1778, olajfestmény vásznon, 65 × 88,5 cm
- Tájkép templomrommal Szicíliában (Szentpétervár, Ermitage), 1778, olajfestmény vásznon, 123 × 170 cm
- Partvidék (Hamburger Kunsthalle), 1780 k., olajfestmény vásznon, 33,5 × 52,5 cm
- Ferdinando IV a caccia di folaghe sul Lago Fusaro (Nápoly, Museo di Capodimonte), 1783, olajfestmény vásznon, 141 × 219 cm
- A mecénás villája Tivoliban vízesésekkel (Szentpétervár, Ermitage), 1783, olajfestmény vásznon, 121 × 169 cm
- A nagy vízesések Tivoliban (Szentpétervár, Ermitage), 1783, olajfestmény vásznon, 120 × 170 cm
- Ősz – szüret Sorrentóban (Köln, Wallraf-Richartz-Museum), 1784 k., olajfestmény vásznon, 97 × 66 cm
- Az öböl látképe, Baia (Szentpétervár, Ermitage), 1785, olajfestmény vásznon, 144,5 × 228,7 cm
- A nagy vízesés Tivoliban (Bécs, Österreichische Galerie), 1790, olajfestmény vásznon, 120 × 196 cm
- Lago d’Averno (München, Neue Pinakothek, Inv. Nr. 10162), 1794, Tempera auf Papier auf Pappe, 57,6 × 83,6 cm
- Ponte a Mare a Pisa (Greifswald, Pommersches Landesmuseum), 1799, olajfestmény vásznon, 64,3 × 96,3 cm
- Prédikáló barát (Berlin, magántulajdon)

## Fordítás
Ez a szócikk részben vagy egészben  a   Jakob Philipp Hackert című német Wikipédia-szócikk ezen változatának fordításán alapul.  Az eredeti cikk szerkesztőit annak laptörténete sorolja fel. Ez a jelzés csupán a megfogalmazás eredetét és a szerzői jogokat jelzi, nem szolgál a cikkben szereplő információk forrásmegjelöléseként.